# Headfirst for Halos
"Headfirst For Halos"는 마이 케미컬 로맨스의 데뷔 음반 《I Brought You My Bullets, You Brought Me Your Love》에서 6번째 트랙이자 3번째 싱글 음반이다. 이 음반의 음반 커버는 두 번째 음반 《Three Cheers for Sweet Revenge》에 수록된 "I'm Not Okay (I Promise)"의 "올드 스쿨" 뮤직 비디오에서 잠시 나온다.

## 수록곡
1. "Headfirst for Halos" - 3:30
2. "Our Lady of Sorrows" (Live) - 3:05

## 의미
이 노래는 우울증과 자살에 관련된 노래이다. 가사 중 한 소절인 "Now the red ones make me fly, and the blue ones help me fall" (이제 빨간 것들은 날 날게 해주고, 파란 것들은 내가 쓰러질 수 있게 해)의 의미는 아마 항울제를 나타내며 이 노래에 관련해 제라드 웨이는 "이 노래는 자살에 관련된 노래입니다. 하지 마세요." 라고 말하기도 했다.